# Lat Dior

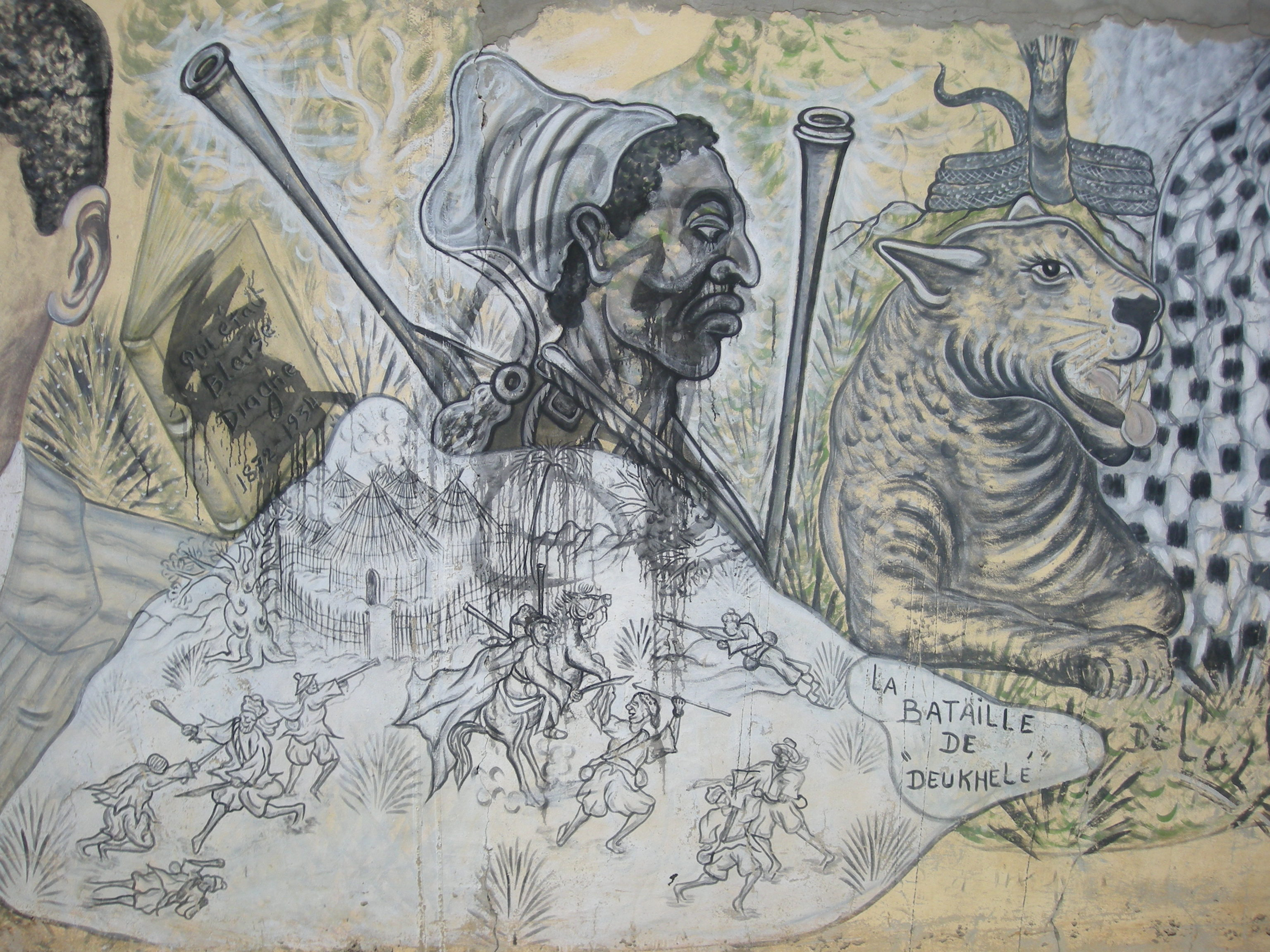
Fresc sobre el mur d'una fàbrica a Bel-Air (Dakar)

Lat Dior (1842-1886), de nom complet Lat Dior Ngoné Latyr Diop, fou un damel del Cayor, considerat com un heroi nacional al Senegal.
Antic sobirà (damel) del Cayor, Lat Dior va néixer musulmà. El seu besavi Sakhéwar Sokhna Fatma es va convertir a l'islam per obra de Makhtar Noumbé Diop de Coky. És una de les grans figures de la resistència a la penetració colonial francesa, amb el mateix títol que al-Hadjdj Umar Tall, Samory Touré, Mamadou Lamine Dramé, Maad a Sinig Coumba Ndoffène Famak Diouf i Alboury Ndiaye. No obstant això, la seva epopeia està marcada per diferents estratègies amb relació a altres resistents del seu temps. En realitat, Lat Dior, emparentat a Maba Diakhou Bâ, no va pas anar al Rip per casualitat. Maba havia estudiat l'Alcorà al poble de Longhor Mbaye, prop de Thilmakha Mbackol, un dels pobles fundats pel besavi de Lat Dior. Debo Souka, germana petita de Ngoné Latyr, mare de Lat Dior, era la padrina del jove estudiant de l'Alcorà Maba Diakhou. Lat Dior era net de Beurghet Sakhewar Fatma Thioub Diop, el primer de la família dels Diop a convertir-se a l'islam. Sakhewar Fatma va abandonar les seves prerrogatives de sobirà del Gueth, província autònoma del Cayor, i va anar a Coki per convertir-se a l'islam per obra de Makhtar Ndoumbé Diop. Sakhewar Fatma era el pare de Medoune Sokhna Niane, pare de Sakhewar Sokhna Mbaye, pare de Lat Dior. Els tres germans de Sakhewar Sokhna Mbaye s'anomenen Abdoulaye Sokhna Mbaye, Makhtar Ndoumbé Sokhna Mbaye i Momar Sokhna Mbaye. Aquest últim és el pare d'Abdou Abass Diop, que va fer renéixer el poble del seu ancestre per ordre de Cheikh Ahmadou Bamba.
Abdoulaye Sokhna Mbaye Diop era mestre alcorànic. Lat Dior i el seu germà i mà dreta Amadou Makhourédia van néixer musulmans.
Conscient dels problemes del Regne del Cayor, Lat Dior es va oposar ferotgement a la posada en marxa d'una connexió ferroviària entre Dakar i Saint Louis del Senegal i a la implantació del cacauet. Després d'una sèrie d'enfrontaments sagnants amb les tropes de Faidherbe i de Pinet-Laprade, però també d'algunes aliances puntuals, va lliurar un últim combat sense esperança a Dékhelé i hi va deixar la vida el 27 d'octubre de 1886.

## Biografia
Fill de Sakhéwer Sokhna Mbaye Diop i de la linguère Ngoné Latyr Fall, Lat Dior Ngoné Latyr Diopva néixer l'any 1842 a Keur Amadou Yalla, al nord-est del Cayor. Pertanyia a la noblesa de l'ètnia wòlof, els garmi. Descendia de la branca dels nobles guedj, que troben el seu origen en el Tiédos Get Ndiaye, l'ancestre dels Diop, al seu torn descendent de Ndiadiane Ndiaye, fundador de l'Imperi del Djolof. Segons un costum serere en ús a l'època, per identificar el llinatge uterí, Lat Dior va heretar del nom de la seva mare, Ngoné.
Lat Dior comença a inquietar els europeus quan aquests van voler realitzar la unió entre les ciutats de Saint-Louis i Dakar. Però per arribar-hi, els calia disposar del Regne del Cayor. És així com Lat Dior Ngoné Latyr Diop esdevingué un adversari dels europeus.
Tot va començar el 1856, mentre que el Cayor tenia per damel Birima Ngoné Latyr Fall, el seu germanastre. Els europeus li van demanar el permís d'instal·lar una línia telegràfica entre Saint Louis i Dakar. Va refusar en principi, però, compte tingut de la situació del Cayor a la vora de la guerra civil, i de la seva pròpia, amenaçat pels musulmans del Ndiambour que exigien la seva sortida, accepta finalment, creient que així els europeus l'ajudarien a ell i a la seva família a conservar el poder. Birima va morir el 1859, abans de la signatura de l'acord.
Després de la mort de Birima, un nou damel fou elegit pel consell dels grans electors, Macodou Coumba Yandé Mbarrou. Macodou va refusar l'oferta que els europeus havien fet al damel precedent. Louis Faidherbe va decidir expulsar el damel Macodou, que era contrari als seus interessos. Els Tiédos de Macodou i l'exèrcit de Faidherbe s'enfrontaren en la Batalla de Gatty. Faidherbe va perdre la batalla, però va tornar a la càrrega un mes més tard i aquesta vegada el damel Macodou fou vençut en la Batalla de Kouré. Guelwar, privat del suport dels seus, Macodou va fugir al Regne del Saloum, governat per un membre de la seva família. Faidherbe va executar l'acord i la unió telegràfica entre Saint Louis i Dakar es va realitzar. Va aprofitar-ho igualment per a annexar algunes regions, com la província de Diander.
Madiodio Déguène Codou, sostingut per Faidherbe, fou elegit pels grans notables del Cayor. Faidherbe i els seus ajudants van assistir fins i tot a la seva entronització a la capital del Cayor, a Mboul. Lat Dior, que aspirava també al títol de damel, va quedar molt decebut per la tria dels electors, perquè Madiodio era molt favorable als francesos. És per aquestes raons que Lat Dior va decidir de començar la lluita per fer-se amo del Cayor i expulsar definitivament els colonialistes francesos. Lat Dior i els seus partidaris van derrotar Madiodio i els francesos en la Batalla de Coki el 1861. Tanmateix, Madiodio va seguir recolzat pel governador Jauréguiberry, que va intentar tornar-lo al poder, però Madiodio havia perdut la credibilitat del seu poble i Lat Dior ho va aprofitar per expulsar-lo definitivament del Cayor.
A partir d'aquí, Lat Dior va començar a enviar emissaris als regnes veïns, fins i tot a l'emirat de Trarza, a Mauritània, i els va convidar a lluitar contra la penetració francesa. Com Lat Dior havia aconseguit establir bones relacions amb els regnes veïns, els colonitzadors van decidir de no intervenir, perquè temien un aixecament general.
Després de la seva absència, Faidherbe va tornar al Senegal i va decidir expulsar Lat Dior i restablir Madiodio en el tron. Ho va aconseguir fàcilment i llavors Madiodio va cedir a França les províncies del gran Ndiambour, el Saniokhor i el Mbawar. Lat Dior, els seus tiédos i els seus partidaris, van unir les seves forces en vista d'una guerrilla. Assabentat, Madiodio va demanar l'ajuda dels francesos. El 29 de desembre de 1863, una expedició composta per 140 soldats francesos manats pel capità de l'enginyer Lorens, recolzats per diversos centenars de partidaris de Madiodio comandats per aquest mateix, van marxar contra Lat Dior. Previngut, aquest els va parar una emboscada a Ngogol i els va aniquilar: fou la seva primera gran victòria.
Lat Dior va intentar de nou de reunir els regnes veïns a la seva causa en informar-los de la seva victòria sobre els francesos a Ngolgol. Faidherbe va encarregar al coronel Pinet-Laprade de restablir la situació en favor dels francesos. Lat Dior se'n va anar al nord del Cayor, al Ndiambour, per incitar al combat els musulmans, així com els sobirans de Trarza a Mauritània. Pinet-Laprade va arruïnar els seus projectes d'aliança. Lat Dior va enviar la seva família i els seus béns al Baol (Bawol). Pinet-Laprade va fer ràtzies en els pobles partidaris de Lat Dior.
Els tiédos de Lat Dior i els spahis de Pinet-Laprade es van trobar a Loro en l'anomenada Batalla de Loro. Però, davant la superioritat numèrica i d'armament dels francesos, Lat Dior es va retirar el 16 de gener de 1864.
Després d'aquesta victòria francesa, Madiodio Déguène Codou fou restablert al poder. Amb ell, els francesos van annexionar el Cayor l'any 1865. Però Lat Dior era encara viu i, per tant, els francesos no se sentien pas segurs al Cayor.
Lat Dior es va exiliar al Regne de Sine, on va demanar asil polític al rei serere animista Maad ha Sinig Coumba Ndoffène Famak Diouf (igualment conegut com a Bour Sine Coumba Ndofféne Famak Diouf), que va acceptar ajudar-lo, però li va imposar diverses condicions.
Lat Dior va anar llavors al Saloum, on regnava amb el títol d'almamy el marabut Maba Diakhou Bâ, deixeble d'al-Hadjdj Umar Tall. Aquest accepta d'ajudar Lat Dior en la seva lluita a condició que es convertís a l'islam. Lat-dior, que aleshores seguia la religió tieddo o ceddo, es va convertir a l'islam sota el nom de Silmakha Diop, però es va posar llavors en contra una bona part dels seus tiédos, molt lligats a l'animisme. Demba War Sall, el farba kaba, cap dels tiédos de Lat Dior, es va girar contra ell per sempre i va participar en la seva caiguda. Lat Dior trobarà el fundador de la confraria musulmana sufita vingut del Baol, Cheikh Amadou Bamba.
Maba Diakhou Bâ farà de Lat Dior el general del seu exèrcit, i Lat Dior l'ajudarà en els seus combats. Junts marxaran sobre el Sine, el Baol i el Djolof. Pinet-Laprade i els seus spahis van anar al Saloum per trobar Maba i Lat Dior: fou la Batalla del Rip, el 30 de novembre de 1865. Laprade perd molts efectius, però aconsegueix dissuadir els seus enemics. Maba Diakhou Bâ va morir (en la Batalla de Fandane-Thiouthioune, també coneguda amb el nom de Batalla de Somb) poc temps després, el 1867, quan anava a combatre a Maad ha Sinig Coumba Ndoffène Famak Diouf.
Després de la mort de Maba, Lat Dior torna al Cayor, on troba malalties, invasions de llagostes, guerra civil i fam. Lat Dior en rebutja la responsabilitat sobre els colonitzadors i la població va veure en Lat Dior una esperança, mentre que els colonitzadors començaven a estar més i més mal vists. Pinet-Laprade va cedir alguns territoris a Lat Dior per apaivagar la situació, però aquest va refusar, perquè desitjava recuperar el Cayor tot sencer.
Lat Dior, musulmà, s'alia amb l'almamy del Futa Toro, Cheikhou Amadou, que era igualment enemic dels francesos i que se li va unir amb el seu exèrcit a Mekhe, al Cayor: fou la Batalla de Mekhé. Els francesos foren derrotats el 3 de juliol de 1869 i Pinet-Laprade va morir del còlera el mes d'agost següent. Lat Dior començava a agafar importància; va fer ràtzies a les províncies que li eren hostils, el Saniokhor i el Diander. Amb el seu exèrcit, va anar a Louga, on va trobar les tropes franceses. Un combat sagnant va tenir lloc i Lat Dior es va retirar. Les pèrdues foren nombroses, però malgrat tot va aconseguir dissuadir els colonitzadors.
El 12 de gener de 1871, Lat Dior Ngoné Latyr Diop fou reconegut per tots com el damel del Cayor. França estava afeblida per la derrota total en la guerra amb Alemanya i Lat Dior ho va aprofitar per annexar el Baol i acumular els títols de damel i de teigne. El 1874, el tuculor Cheikhou Amadou va atacar el Djolof i va prendre el títol de burba. Va atacar el Cayor, però Lat Dior mantenia ara i en endavant bones relacions amb França, en particular amb el coronel Brière de l'Isle. El gener de 1875, van combatre junts contra Cheikhou Amadou i el van derrotar. Lat Dior i els tiédos van continuar les hostilitats. El tiédos van refusar que el damel Lat Dior transferís la capital a Keur Amadou Yalla. Finalment, amb la mediació del coronel, la capital va restar a Mboul.

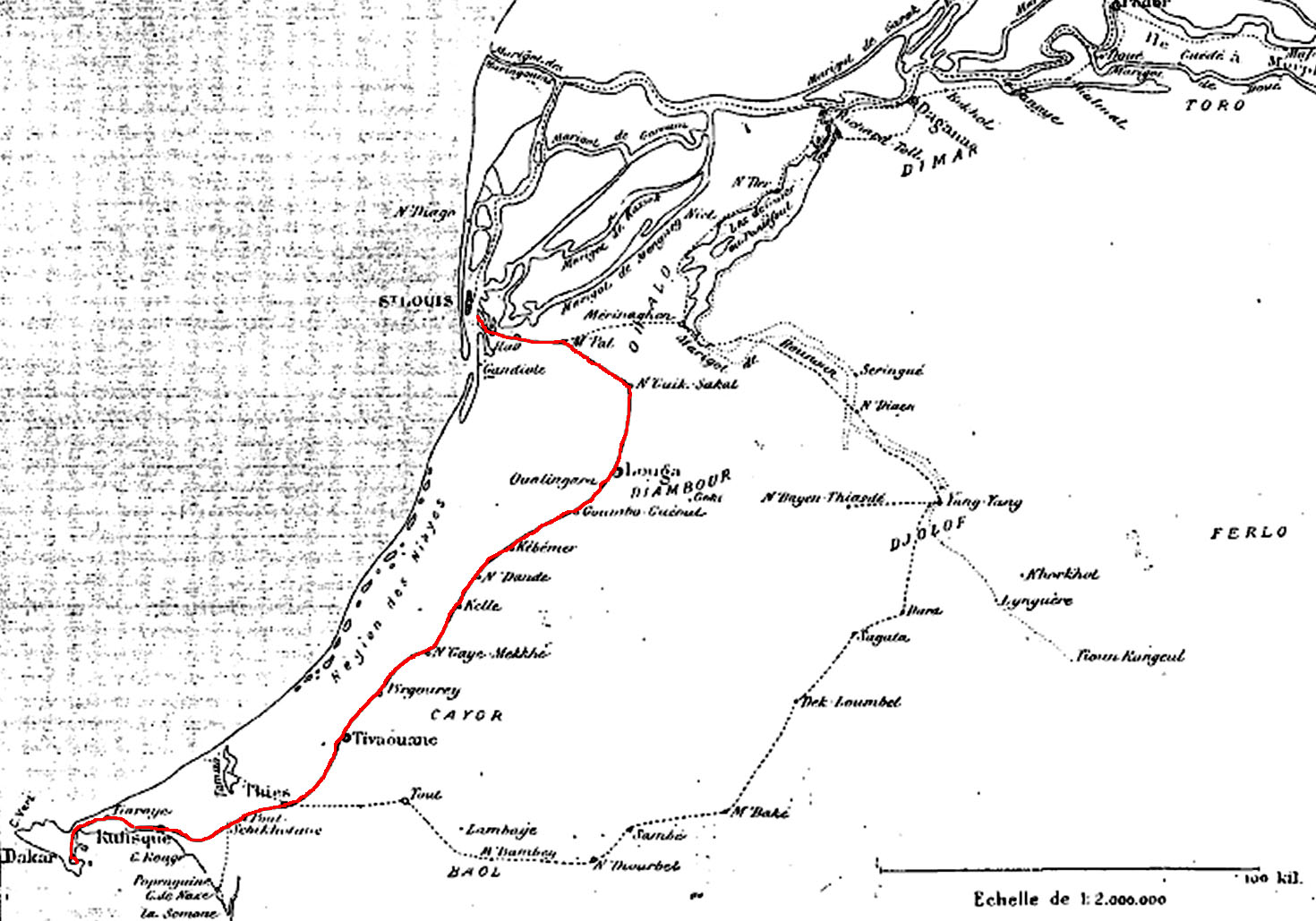
Línia ferroviària de Dakar-Saint-Louis en un mapa de 1901

El 1879, Lat Dior va signar un contracte amb els francesos per a la construcció d'una línia de ferrocarril Dakar-Saint-Louis, però el 1880 Lat Dior es va adonar que això podria afeblir la seva autoritat. Va declarar la guerra als francesos si la construcció del ferrocarril es mantenia i va refusar igualment el conreu de cacauets, perquè estimava que això donaria als francesos noves oportunitats d'imposar el seu domini i de quedar-se al Senegal. El 1882, Lat Dior, sempre damel del Cayor independent, fou recolzat per un membre de la família reial, Samba Laobé Fall. Junts van desplaçar les poblacions de les zones on el traçat de la via fèrria havia estat ja efectuat. Lat Dior va demanar de nou l'ajuda del Djolof, del Futa i de Trarza, però el general Serviatus va enviar una columna contra ell i Lat Dior es va haver de refugiar al Baol.
Al Cayor, un nou damel, Samba Yaya Fall, fou entronitzat amb el suport de França sota el nom d'Amaryi Ngoné Fall II. Favorable als colonitzadors, aquest damel signarà l'acord per la línia fèrria. Lat Dior i el seu nebot Samba Laobé Fall van emprendre la guerrilla al Cayor, però foren vençuts pel general Dodds el maig del 1883. El damel Samba Yaya Fall (Amary Ngoné Fall II) fou deposat del poder i reemplaçat per Samba Laobé Fall. La línia ferroviària fou inaugurada el juliol de 1885.
Al Djolof Alboury Ndiaye era rei. Va sostenir Lat Dior, que era de la mateixa família que ell i li va donar asil. Alboury va lluitar igualment contra la penetració francesa. Va entrar en conflicte amb Samba Laobé Fall, damel del Cayor. França va ajudar el damel i les dues parts es van trobar. Samba Laobé Fall fou derrotat el 6 de juny de 1886. Alboury va intentar envair el Cayor, però finalment Samba Laobé Fall proposa a Alboury una important suma de diners pels danys de guerra. Samba Laobé Fall va marxar a Tivaouane, on va demanar als rics comerciants francesos una ajuda financera, però les ments s'escalfen i Samba Laobé Fall fou mort el 6 d'octubre de 1886. Com no hi havia altre damel al Cayor, França va imposar el seu domini. El Cayor fou dividit en sis províncies, i Demba War Sall fou cridat a la presidència de les províncies, així com els seus germans.
Lat Dior Ngoné Latyr Diop i el seu exèrcit van anar a Dékhélé per combatre els colons francesos i el seu vell fidel company, el farba kaba, cap dels tiédos, Demba War Sall i el seu exèrcit. Això fou el 27 d'octubre de 1886. Encara que breu, la batalla fou sagnant i molt impressionant i tràgica, d'una rara violència, segons els relats dels colonitzadors. Lat Dior va morir cap a les 11 amb dos dels seus fills i bon nombre dels seus partidaris.

## Posteritat
Emesos l'any 1981 i 1986 (amb ocasió del centenari de la seva mort), dos segells de correus senegalesos celebren la memòria de Lat Dior.
El 1982, l'artista fonedor Issa Diop va realitzar una estàtua en bronze de Lat Dior pujat sobre el seu cavall Malaw. D'una alçària de 3,5 metres, va ser erigida a Dakar, a l'entrada principal del CICES (Centre internacional del comerç exterior del Sénégal).
L'estadi Lat Dior porta el seu nom a Thiès, així com el nou palau de Justícia de Dakar.
Es va aclarir que Lat Dior era nascut a Thilmakha Ngol i no a Keur Amadou Yalla, a la comunitat rural de Loro, districte de Sagatta, departament de Kébémer.